# АКУД „Мика Митровић Јарац” Београд
АКУД Мика Митровић Јарац налази се у Београду у улици Др. Суботића број 8.
Друштво је основано 12. октобра 1947. године као организација за неговање уметности и традиције при Медицинском факултету Београдског универзитета.
Академско културно уметничко друштво Мика Митровић Јарац до сада је учествовало на бројним, значајним културним догађајима у земљи и иностранству, у саставу народног оркестра и фолклорног ансамбла.